# Batalha de Ramadi (2004)
A Batalha de Ramadi foi travada na primavera de 2004 ao mesmo tempo que a Primeira Batalha de Faluja. Em abril de 2004, Faluja estava sob cerco pelas forças da Coalizão e os insurgentes procuravam aliviar a pressão sobre a cidade tentando uma ofensiva. Ramadi, a capital da província de Al Anbar, foi vista como um centro de gravidade para as forças da coalizão e, portanto, um alvo privilegiado para atacar. Antes que a batalha começasse, insurgentes obstruíram a estrada de Al Anbar para Bagdá.